# バニリンシンターゼ
バニリンシンターゼ(Vanillin synthase、EC 4.1.2.41)、以下の化学反応を触媒する酵素である。
3-ヒドロキシ-3-(4-ヒドロキシ-3-メトキシフェニル)プロパノイルCoA{\displaystyle \rightleftharpoons }バニリン + アセチルCoA
従って、この酵素の基質は3-ヒドロキシ-3-(4-ヒドロキシ-3-メトキシフェニル)プロパノイルCoAのみ、生成物はバニリンとアセチルCoAの2つである。
この酵素はリアーゼ、特に炭素-炭素結合を切断するアルデヒドリアーゼに分類される。系統名は、3-ヒドロキシ-3-(4-ヒドロキシ-3-メトキシフェニル)プロパノイルCoA バニリンリアーゼ (アセチルCoA形成)(3-hydroxy-3-(4-hydroxy-3-methoxyphenyl)propanoyl-CoA vanillin-lyase (acetyl-CoA-forming))である。